# Sosna arizońska
Sosna arizońska (Pinus arizonica Engelm.) – gatunek drzewa z rodziny sosnowatych (Pinaceae Lindl.). Sosna arizońska występuje w stanie dzikim na półkuli północnej, w południowych regionach Ameryki Północnej. Została znaturalizowana w Australii.

## Rozmieszczenie geograficzne
Sosna arizońska występuje w USA na terenie stanu Arizona (góry na południowym wschodzie), Nowy Meksyk (południowy zachód) i Teksas (góry na zachodzie). W Meksyku spotykana w górach Sierra Madre Zachodnia, na północnym zachodzie stanu Sonora, zachodzie Chihuahua, wschodzie Sinaloa oraz w Durango.
Odmiana stormiae występuje w górach Sierra Madre Wschodnia od stanu Coahuila, przez Nuevo León i południowo-wschodni Tamaulipas, aż do San Luis Potosí.

## Morfologia
PokrójDrzewiasty, korona drzewa otwarta, u młodych drzew stożkowata, z wiekiem zaokrąglona.
PieńProsty, osiąga do 35 m wysokości i 1,2 m średnicy. Kora młodych drzew ciemnobrązowa, łuskowata, u starszych okazów gruba na 4–5 cm, głęboko spękana, podzielona na duże nieregularne płaty podzielone na cienkie, ściśle przylegające cynamonowo-brązowe łuski.

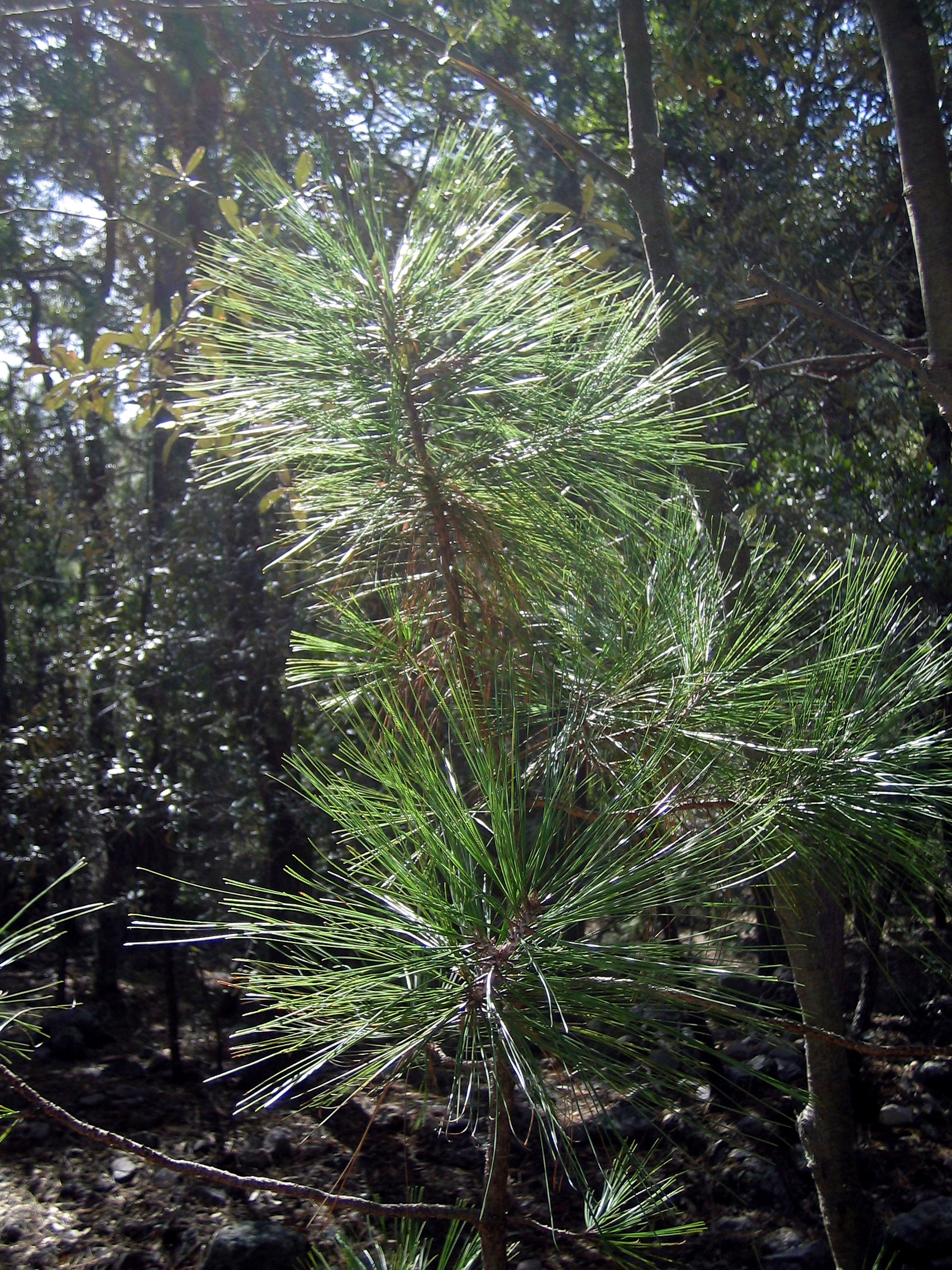
Igły

LiścieIgły zebrane po 3–5 na krótkopędach, o długości (5)12–22(25) cm i grubości 0,9–1,8 mm, ciemnozielone. Brzeg liścia drobnoząbkowany.
SzyszkiSzyszki męskie przeważnie żółte do brązowo-żółtych, zebrane w ciasne klastry przy końcach nowych pędów. Osiągają 15–20 mm długości i 5 mm średnicy. Szyszki żeńskie jajowate do stożkowatych, dorastają do 6–9 cm długości. Wyrastają w grupach po 1–3 na krótkich szypułkach. Dojrzałe jasno-czerwonobrązowe. Łuski szyszek twarde, sztywne, o szerokości 12–14 mm, apofyza z małym odgiętym kolcem. Nasiona ciemnobrązowe, o długości ok. 6 mm, opatrzone skrzydełkiem długości 20–25 mm.
Gatunki podobnePinus ponderosa subsp. brachyptera, podgatunek ten można odróżnić od sosny arizońskiej po liczbie igieł na krótkopędzie: 2–4, liczbie kanałów żywicznych w liściu: 2–6, oraz łuskach szyszek o mocnych wystających kolcach.

## Biologia i ekologia
W igłach po 6–10 kanałów żywicznych i dwie wiązki przewodzące. Aparaty szparkowe widoczne na wszystkich stronach liścia. Igły opadają po 2–3 latach. Siewki wykształcają 7–9 liścieni.
Odmiana typowa i cooperi mogą tworzyć stanowiska jednogatunkowe, ale zazwyczaj występują z innymi sosnami, jałowcami lub dębami. Odmiana stormiae występuje zazwyczaj na suchszych stanowiskach, przeważnie razem z jałowcami lub sosnami (np. P. cembroides).
Sosna arizońska, odmiana typowa, na terenie Meksyku jest gospodarzem rośliny pasożytniczej Arceuthobium vaginatum subsp. vaginatum (pasożyt pędowy), dodatkowo w Durango jest gospodarzem A. verticilliflorum. Sosna arizońska może być gospodarzem obydwu tych roślin pasożytniczych w tym samym czasie. Populacje w Arizonie, Nowym Meksyku, Chihuahua i Sonorze są także zainfekowane przez A. vaginatum subsp. cryptopodum.
Odmiana stormiae jest jednym z gospodarzy Arceuthobium vaginatum subsp. vaginatum i A. vaginatum subsp. cryptopodum.
Odmiana cooperi jest głównym gospodarzem roślin pasożytniczych: Arceuthobium globosum subsp. globosum, A. rubrum, A. vaginatum subsp. vaginatum i A. verticilliflorum. Arceuthobium globosum subsp. globosum i A. nigrum mogą występować łącznie na tych samych okazach sosny (Durango, Meksyk).

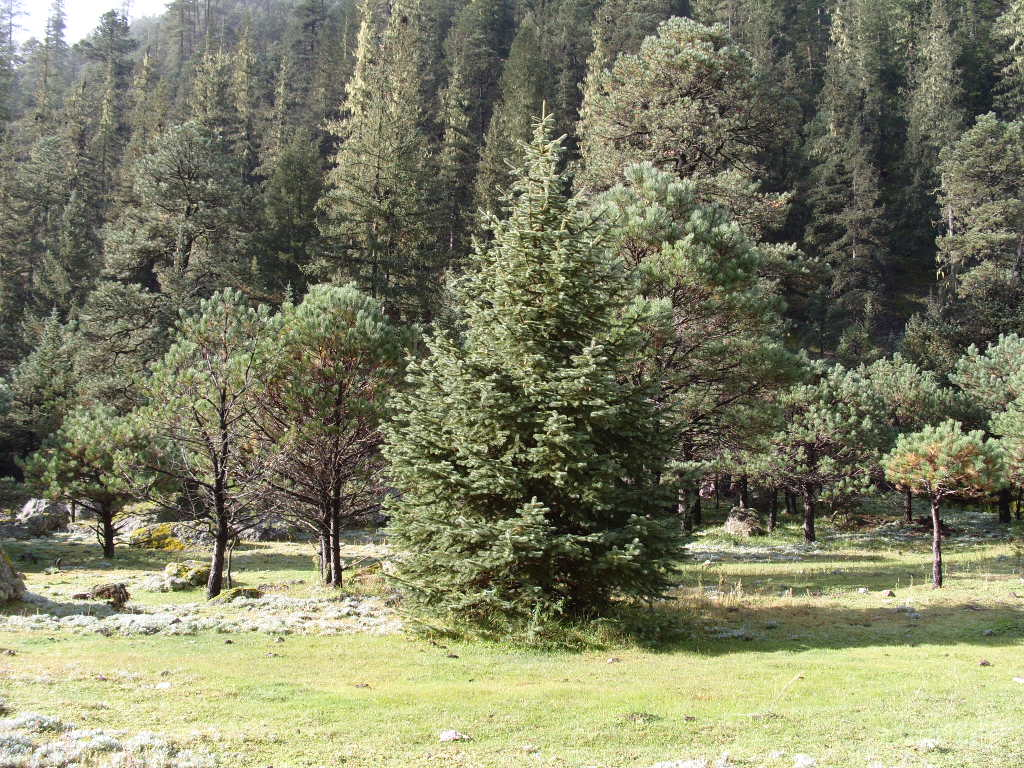
Las Picea chihuahuana i P. arizonica var. cooperi w Durango

## Systematyka i zmienność
Pozycja gatunku w obrębie rodzaju Pinus:
- podrodzaj Pinus
  - sekcja Trifoliae
    - podsekcja Ponderosae
      - gatunek P. arizonica

Gatunek uznany za bardzo podobny do Pinus ponderosa przez Engelmanna (1879), zaś przez Shawa (1848–1937) zredukowany do rangi odmiany P. ponderosa. Sosna arizońska często traktowana była jako odmiana P. ponderosa var arizonica, jednak nowsze badania podnoszą ją do rangi gatunku.
Autorzy wyróżniają trzy odmiany (chociaż część podnosi jedną z nich do rangi gatunku):
- P. arizonica var. arizonica Engelm. 1879 – odmiana typowa, liście zmiennej długości: (8) 10–20 (23) cm, zebrane po 3–5 na krótkopędach, przeważnie po 3–4. Synonimy: P. ponderosa var. arizonica (Engelm.) Shaw, P. ponderosa ssp. arizonica (Engelm.) Murray.
- P. arizonica var. stormiae Martínez 1945 – igły zebrane po 3–4 na krótkopędzie, rzadziej 5, długie (14–25 cm) i grube (1,4–1,8 mm) z aparatami szparkowymi ułożonymi w 8–12 linii na jednej stronie. Synonimy: P. ponderosa var. stormiae (Martínez) Silba.
- P. arizonica var. cooperi (Blanco) Farjon 1990 – krótkie igły, o długości (5) 6–10 (12) cm, osadzone po (3) 4–5 na krótkopędach, przeważnie po 5. Przez niektórych autorów uznawana za odrębny gatunek P. cooperi Blanco, najbliżej spokrewniony z P. hartwegii (tutaj traktowany jako synonim). Pozostałe synonimy: P. lutea Blanco ex Martínez non Walter nec Gordon & Glendinning, P. lutea var. ornelasi Martínez, P. cooperi var. ornelasii (Martínez) Blanco).

## Zagrożenia
Międzynarodowa organizacja IUCN umieściła ten gatunek w Czerwonej księdze gatunków zagrożonych, przyznając mu kategorię zagrożenia LR/lc (lower risk/least concern), uznając go za gatunek najmniejszej troski, o niskim ryzyku wymarcia. Po ponownej ocenie w 2011 r. klasyfikację tę utrzymano jako LC i opublikowano w roku 2013.